# Patrick Hernandez
Patrick Hernandez, född 6 april 1949 i Le Blanc-Mesnil, är en fransk discosångare. Han är mest känd för one-hit wonder-låten "Born to Be Alive", en av de största discohittarna från slutet av 1970-talet.

## Biografi
Hernandez föddes 6 april 1949 i Le Blanc-Mesnil i Frankrike som son till en spansk far och en österrikisk-italiensk mor. Fadern var gitarrist i ett storband och modern var sångerska.
Som ung på 1960-talet var han intresserad av musik och började satsa på musikbranschen. I slutet av 60-talet flyttade han till Paris. Under 1970-talet turnerade han och uppträdde i dans- och festlokaler i södra Frankrike med olika band. Under denna period träffade han Hervé Tholance, arrangör, gitarrist och sångare. De två bildade en duo och började nå framgång lokalt som backup till olika franska musiker, som Francis Cabrel, Laurent Voulzy och musikgruppen Gold.
Året 1978 skrev Hernandez "Born to Be Alive", låten som skulle förändra hans liv och göra honom till en internationell stjärna under en kort period. Han hade först ingen framgång i försöken att hitta en producent som ville ta sig an låten, men så träffade han Jean Vanloo, en italiensk musikproducent. Hernandez och Vanloo spelade in låten i en studio i Belgien och senare samma år gavs den ut genom det franska skivbolaget Aquarius Records.
"Born to be Alive" släpptes som singel i Frankrike i november 1978 och dess framgång var omedelbar. Den spreds snabbt till dansklubbar runt om i Europa och togs snart upp och gavs ut som singel även av det brittiska skivbolaget Gem Records (1979). Även en spansk version av låten, "Nacido Para Vivir", spelades snart in och släpptes 1979. Senare samma år, 1979, nådde hypen kring låten USA när en remixad version gavs ut av det amerikanska skivbolaget A-Tom-Mik som då leddes av Tom Hayden och Mike Stewart.
I januari 1979 fick Hernandez sin första guldskiva för låten från Italien och vid årets slut hade han fått ihop 52 guld- och platinaskivor från mer än femtio olika länder. I april 1979 gick låten upp på första plats på den franska singellistan, där den stannade till juli samma år. I USA placerade sig den remixade versionen av låten på första plats på Billboards Hot Dance Club Songs-lista och på plats 16 på Billboard Hot 100-listan.
Låtens framgång gav Hernandez möjligheten att turnera i USA. I samband med förberedelserna för USA-turnén 1979 skickade Hernandez iväg sin producent Jean Vanloo och hans vän Jean-Claude Pellerin för att hitta en grupp dansare som skulle vara med honom under turnén. Audition hölls i New York och bland de dansare som blev utvalda till att delta i turnén ingick en ung Madonna. Året 1979 släppte Hernandez också ett album med samma namn som hans populära låt. Förutom "Born to be Alive" innehöll detta album låtarna "Disco Queen", "You Turn Me On", "Show Me The Way You Kiss	", "Back To Boogie", "It Comes So Easy" och "I Give You A Rendez-Vous".  I USA gavs albumet ut av Columbia Records.
Hernandez nästföljande singlar gick inte lika bra som "Born to Be Alive". Låten "Disco Queen" placerade sig visserligen på plats 88 på Hot Dance Club Songs-listan men singeln, som i USA backades upp med "Show Me The Way You Kiss", sålde dåligt i USA. Albumet Born to Be Alive med låten med samma namn sålde dock fortfarande bra och nådde plats 53 på R&B Album-listan och plats 61 på Billboard 200-listan.
År 1980 gavs ett andra album med Hernandez ut, betitlat Crazy Day's Mystery Night's. Det släpptes av Aquarius Records i Frankrike, Tyskland, Italien och Brasilien och innehöll låtarna "Can't Keep It Up", "Losing Sleep Over You", "Mystery Night's", "Dancin' Rain", "Down On Easy Street", Crazy Day's" och "Slow Down". Låten "Can't Keep It Up" släpptes också som singel.
1981 släpptes Hernandez singel "Good Bye". Den släpptes främst i Europa av Aquarius Records, men också i Kanada och Brasilien. Ett album med samma namn som singeln släpptes samma år av CBS Records för marknaden i Grekland. Det innehöll låtarna "Mystery Nights", "Think I Can Feel It", "Can't Keep It Up", "Crazy Days", "L.A. Shakedown", "Slow Down" och "Loosing Sleep Over You".
Under 1990-talet gavs tre samlingsalbum med Hernandez låtar ut.

## Diskografi
Album
- 1979 - Born to Be Alive
- 1980 - Crazy Day's Mystery Night's
- 1981 - Good Bye (LP-album)

Samlingsalbum
- 1992 - Born to Be Alive
- 1995 - The Best Of Patrick Hernandez: Born to Be Alive
- 1999 - Best Of